# Stazione di Ezuriko
La stazione di Ezuriko (江釣子駅?, Ezuriko-eki) è una fermata ferroviaria della città di Kitakami, nella prefettura di Iwate della regione del Tōhoku, servita dai treni locali della linea Kitakami.

## Linee
East Japan Railway Company
■ Linea Kitakami

## Struttura
La fermata è di tipo essenziale, con una sala d'attesa e un marciapiede lungo un unico binario passante, utilizzato per entrambe le direzioni di marcia.

## Stazioni adiacenti
| «              | Servizio       | »              |
| Linea Kitakami | Linea Kitakami | Linea Kitakami |
| -------------- | -------------- | -------------- |
| Yanagihara     | Locale, Rapido | Fujine         |